# Szeryf z miasteczka Manhattan
Szeryf z miasteczka Manhattan (ang. Manhattan, AZ, 2000) – amerykański serial komediowy stworzony przez Paula Cajero, Stephena Sustarsica i Lorraine Vos.
Jego światowa premiera odbyła się 23 lipca 2000 roku na kanale USA Network. Miało zostać wyemitowane 13 odcinków, ale zostało wyemitowanych 8 odcinków. Ostatni odcinek został wyemitowany 24 września 2000 roku. W Polsce serial nadawany był na kanale TV4.

## Obsada

### Główni
- Brian McNamara jako szeryf Daniel Henderson
- Vincent Berry jako Atticus Finch Henderson
- Chad Everet jako Jake Manhattan

### Pozostali
- Mindy Sterling jako Lona
- Robin Gammell jako Lon
- Kate Hodge jako Jane Pentowski
- Stephen Harold Tobolowsky jako doktor Bob

## Spis odcinków
| N/o            | Tytuł angielski                   |
| -------------- | --------------------------------- |
|                |                                   |
| SERIA PIERWSZA |                                   |
|                |                                   |
| 01             | Brown Parcels of Land             |
|                |                                   |
| 02             | Manhattan Cactus Serial Murders   |
|                |                                   |
| 03             | The Indian War                    |
|                |                                   |
| 04             | The Dawged Deputy                 |
|                |                                   |
| 05             | Cattle Drive                      |
|                |                                   |
| 06             | Jake's Daughter                   |
|                |                                   |
| 07             | Bees Story                        |
|                |                                   |
| 08             | Jake's Zoo                        |
|                |                                   |
| 09             | Lt. Colonel’s Boy                 |
|                |                                   |
| 10             | Cool Hand Jake                    |
|                |                                   |
| 11             | What Makes Atticus Run?           |
|                |                                   |
| 12             | Atticus Doesn't Live Here Anymore |
|                |                                   |
| 13             | The Voyage Home                   |
|                |                                   |